# غربن كارستينس
غربن كارستينس (بالهولندية: Gerben Karstens) مواليد 14 يناير 1942 في فوربورخ، هولندا، هو دراج هولندي سابق في صنف سباق الدراجات على الطريق. سبق أن شارك في دورة الألعاب الأولمبية الصيفية وفاز بميدالية أولمبية.

## سجل النتائج

### سباقات أو مراحل فاز بها
- طواف فرنسا
- طواف إسبانيا
- بطولة العالم لسباق الدراجات على الطريق
- طواف سويسرا
- طواف إيطاليا

## الميداليات
| الميدالية | المسابقة                       |
| --------- | ------------------------------ |
| ذهبية     | الألعاب الأولمبية الصيفية 1964 |

## روابط خارجية
- غربن كارستينس على موقع أرشيف الدراجات (الإنجليزية)
- غربن كارستينس على موقع إحصائيات الدراجات الإحترافية (الإنجليزية)
- غربن كارستينس على موقع CycleBase (الإنجليزية)
- غربن كارستينس على موقع أوليمبيديا (الإنجليزية)
- الموقع الرسمي